# (15714) 1989 TL15
1989 تي أل 15 (ويعرف أيضًا باسم (15714) 1989 تي أل 15 وفق تسمية الكوكب الصغير) (بالإنجليزية: 1989 TL15)‏؛ هو كويكب ضمن حزام الكويكبات.
اكتُشف هذا الجُرم الفلكي بواسطة هنري ديبهون في 3 أكتوبر 1989، وترتيبه 15714 من حيث الاكتشاف.

## الوصف
اكتُشف 157141989TL في 3 أكتوبر 1989 في مرصد لاسيلا، الواقع في صحراء أتاكاما، إقليم كوكيمبو في تشيلي، بواسطة عالم الفلك البلجيكي هنري ديبهون. وقد رصد المشروع 2,561 مشاهدة للكويكب إلى غاية 5 فبراير 2022 بتوقيت منطقة المحيط الهادئ، أي في مدة قدرها 19,104 يومًا (52.3 عام). تستغرق الفترة المدارية للكويكب 1,470 يومًا (4 عام).

## الخصائص المدارية
يتميز مدار هذا الكويكب بنصف محور رئيسي يبلغ 2.53 وحدة فلكية، وحضيض قدره 2.15 وحدة فلكية، وانحراف قدره 0.149 وزاوية ميلان 1.42 درجة بالنسبة لمسار الشمس. بسبب هذه الخصائص، أي نصف المحور الرئيسي بين 2 و3.2 وحدة فلكية وحضيض أكبر من 1,666 وحدة فلكية، يُصنف هذا الجُرم الفلكي وفقًا لقاعدة بيانات مختبر الدفع النفاث لأجرام النظام الشمسي الصغيرة كائنًا من حزام الكويكبات الرئيسي.

## وصلات خارجية
- (15714) 1989 TL15 في قاعدة بيانات مختبر الدفع النفاث لأجرام النظام الشمسي الصغيرة

- الاكتشاف · مخطط المدار ·  العناصر المدارية · المعلمات المادية

- (15714) 1989 TL15 على موقع ويكي سكاي: DSS2, SDSS, GALEX, IRAS, Hydrogen α, X-Ray, Astrophoto, Sky Map, Articles and images